# Лаваль-д’Орель
Лава́ль-д’Оре́ль (фр. Laval-d'Aurelle, окс. Laval d'Aurelle) — коммуна во Франции, находится в регионе Рона — Альпы. Департамент коммуны — Ардеш. Входит в состав кантона Сент-Этьен-де-Люгдаре. Округ коммуны — Ларжантьер.
Код INSEE коммуны — 07135.
Коммуна расположена приблизительно в 500 км к югу от Парижа, 150 км юго-западнее Лиона, 55 км к западу от Прива. Лаваль-д’Орель граничит с тремя коммунами: Сен-Лоран-ле-Бен на севере, Монсельг на юге и Преваншер на западе.

## Население
Население коммуны на 2008 год составляло 61 человек.
| 1962 | 1968 | 1975 | 1982 | 1990 | 1999 | 2008 |
| ---- | ---- | ---- | ---- | ---- | ---- | ---- |
| 90   | 82   | 70   | 50   | 50   | 48   | 61   |

## Экономика

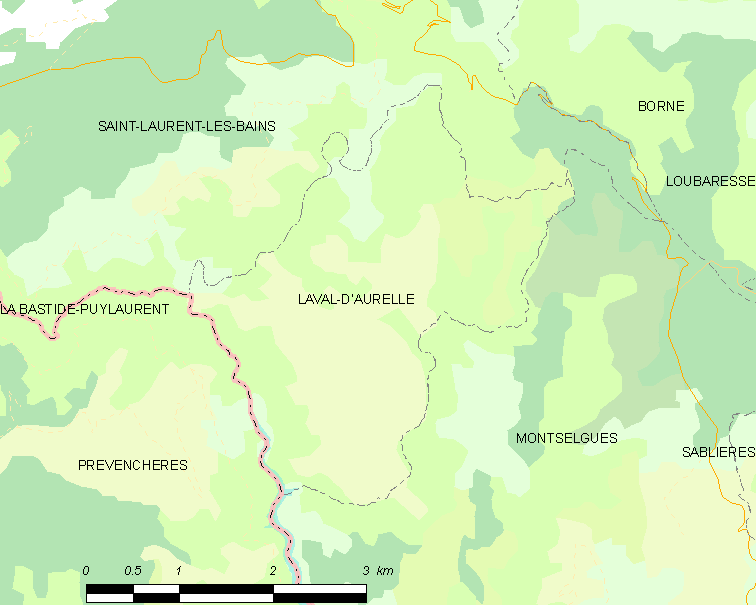
Карта коммуны

В 2007 году среди 31 человека в трудоспособном возрасте (15—64 лет) 19 были экономически активными, 12 — неактивными (показатель активности — 61,3 %, в 1999 году было 57,1 %). Из 19 активных работали 16 человек (11 мужчин и 5 женщин), безработных было 3 (2 мужчин и 1 женщина). Среди 12 неактивных 2 человека были учениками или студентами, 3 — пенсионерами, 7 были неактивными по другим причинам.